# رافاييل رودريغيز (لاعب كرة قاعدة)
رافاييل رودريغيز (بالإنجليزية: Rafael Rodríguez)‏ هو لاعب كرة قاعدة دومينيكاوي، ولد في 24 سبتمبر 1984 في كوتويي في جمهورية الدومينيكان.

## وصلات خارجية
- رافاييل رودريغيز على موقع دوري كرة القاعدة الرئيسي (الإنجليزية)
- رافاييل رودريغيز على موقعبيزبول رفرنس.كوم (الدوري الرئيسي) (الإنجليزية)
- رافاييل رودريغيز على موقعبيزبول رفرنس.كوم (الدوري الثانوي) (الإنجليزية)
- رافاييل رودريغيز على موقع إي إس بي إن.كوم (أم.أل.بي) (الإنجليزية)
- رافاييل رودريغيز على موقع مشجعي الرسوم البيانية (الإنجليزية)